# Natrijev oksid
Natrijev oksid ali dinatrijev oksid je kemijska spojina s formulo Na2O. Uporablja se v industriji stekla in keramike, vendar ne kot tak. Spojina je bazični anhidrid natrijevega hidroksida, zato pri raztapljanju v vodi tvori natrijev hidroksid:
Na2O + H2O → 2 NaOH
Alkalni kovinski oksidi s splošno formulo M2O, v katerih je M lahko litij, natrij, kalij ali rubidij, imajo antifluoritno kristalno strukturo. To pomeni,  da so položaji anionov in kationov v primerjavi s CaF2 (fluorit) zamenjani: natrijev kation je tetraedrično koordiniran s štirimi kisikovimi anioni, kisik pa kubično koordiniran z osmimi natrijevimi ioni.

## Sinteza
Natrijev oksid se pripravlja z reakcijami natrija z natrijevim hidroksidom, natrijevim peroksidom ali natrijevim nitritom:
2 NaOH + 2 Na → 2 Na2O + H2
Na2O2 + 2 Na → 2 Na2O
2 NaNO2 + 6 Na → 4 Na2O + N2
Reakcije so redukcije natrijevih spojin z natrijem. 
Med zgorevanjem natrija na zraku nastane Na2O s približno 20 % Na2O2:
6 Na + 2 O2 → 2 Na2O + Na2O2
Na2O nastaja tudi med segrevanjem natrijevega karbonata (Na2CO3) pri 851 °C: 
Na2CO3 → Na2O + CO2
Natrijev askorbat pri 208 °C razpade na derivate furana in natrijev oksid:

## Uporaba

### Proizvodnja stekla
Natrijev oksid je pomembna komponenta natrijevega (okenskega) stekla, v katero se dodaja kot soda (natrijev karbonat). Natrijev oksid v steklu ni prisoten kot tak, ker je steklo kompleksen zamrežen polimer. Tipična natrijeva stekla vsebujejo približno 15 % Na2O, 70 % kremena (silicijev dioksid, SiO2) in 9 % kalcijevega oksida (CaO). Soda služi kot talilo, ki znižuje temperaturo tališča silicijevega dioksida. Natrijevo steklo ima mnogo nižje tališče od čistega silicijevega dioksida in nekoliko večjo elastičnost. Tališče se zniža zaradi reakcije sode s kremenom, v kateri nastanejo natrijevi silikati s splošno formulo  Na2[SiO2]x[SiO3]:
Na2CO3 → Na2O + CO2
Na2O + SiO2 → Na2SiO3